# Bulbostylis surinamensis
Bulbostylis surinamensis är en halvgräsart som beskrevs av Hendrik Uittien. Bulbostylis surinamensis ingår i släktet Bulbostylis och familjen halvgräs. Inga underarter finns listade i Catalogue of Life.